# Multedo
Multedo (im Ligurischen: Murtiòu) ist ein kleines Stadtviertel der norditalienischen Hafenstadt Genua. Es liegt im Westen der Stadt, zwischen den Vierteln Sestri Ponente und Pegli, und gehört zum Munizip VII Ponente. Multedo hat 4988 Einwohner.

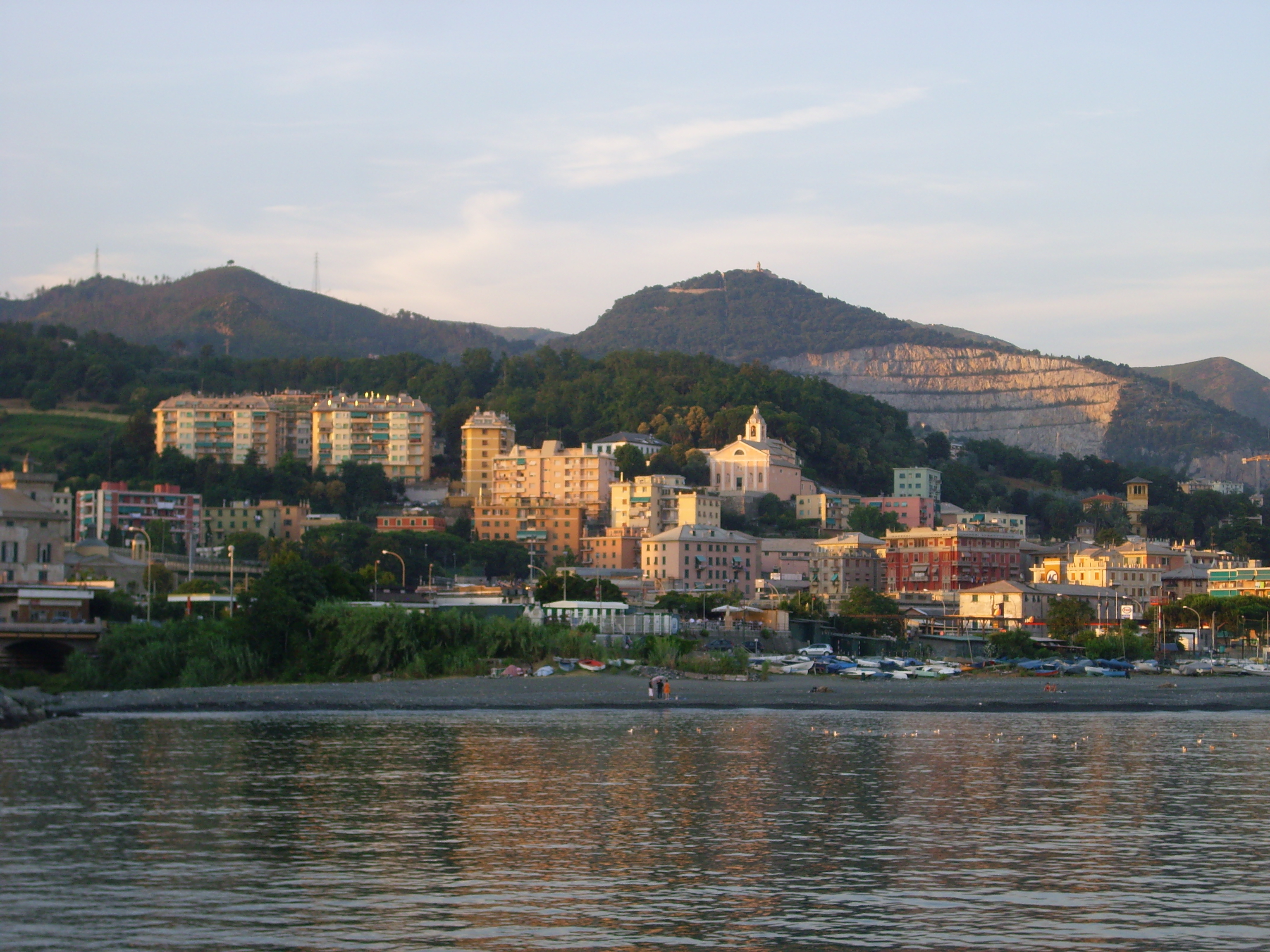
Der Grenzbereich zwischen Pegli und Multedo

## Geschichte
Das historische Wohnviertel ist zeit seines Bestehens eng an Pegli gebunden gewesen. In der Vergangenheit besaß Multedo mehrmals einen Autonomiestatus, wurde 1875 jedoch endgültig von der Gemeinde Pegli einverleibt.
Der ligurische Name des Viertels Murtiòu bedeutet Myrtenwäldchen und verweist auf die starke Verbreitung dieser Strauchpflanze an der ligurischen Küste.